# Probles truncorum
Probles truncorum är en stekelart som först beskrevs av Holmgren 1860.  Probles truncorum ingår i släktet Probles och familjen brokparasitsteklar. Arten är reproducerande i Sverige. Inga underarter finns listade i Catalogue of Life.